# Kengere
Kengere ist ein ugandischer Kurzfilm von Peter Tukei Muhumuza aus dem Jahr 2010. In Deutschland feierte der Film am 7. Mai 2011 bei den Internationalen Kurzfilmtagen in Oberhausen Premiere.

## Handlung
Ein Fahrradfahrer sucht in seinem Dorf die Spuren eines Massakers. Muhumuza behandelt in diesem Film die Geschichte eines ugandischen Genozids von 1989 mit einem Stop-Motion-Verfahren und dunkler Kulisse.

## Kritiken
„Der Preis der Internationalen Kurzfilmtage Oberhausen geht an ‚Kengere‘ von Peter Tukei Muhumuza. Der Film besticht durch die Sorgfalt, Intelligenz und Zartheit, die Phantasie, mit der hier eine ganz eigene Welt händisch erschaffen ward – eine Welt, zu deren Alltag massive Menschenrechtsverletzungen gehören. Animation und Dokumentation finden hier kongenial zusammen.“

## Auszeichnungen
Internationale Kurzfilmtage Oberhausen 2011
- Preis der Internationalen Kurzfilmtage Oberhausen